# Pugilato ai Giochi della XV Olimpiade
Le competizioni di pugilato dei Giochi della XV Olimpiade si sono svolte dal 28 luglio al 2 agosto 1952 al Messuhalli Hall di Helsinki.

## Categorie
A differenza di a Londra 1948 sono state aggiunte due categorie alle 8 già in programma come segue:
| Categoria         | 1948    | 1952      |
| ----------------- | ------- | --------- |
| Pesi mosca        | - 51 kg | - 51 kg   |
| Pesi gallo        | - 54 kg | - 54 kg   |
| Pesi piuma        | - 58 kg | - 57 kg   |
| Pesi leggeri      | - 62 kg | - 60 kg   |
| Pesi superleggeri |         | - 63,5 kg |
| Pesi welter       | - 67 kg | - 67 kg   |
| Pesi superwelter  |         | - 71 kg   |
| Pesi medi         | - 73 kg | - 73 kg   |
| Pesi mediomassimi | - 80 kg | - 81 kg   |
| Pesi massimi      | + 80 kg | + 81 kg   |

## Podi
| Evento                       | Oro                 | Argento               | Bronzo                               |
| Pesi mosca (dettagli)        | Nate Brooks         | Edgar Basel           | Anatoly Bulakov Willie Toweel        |
| Pesi gallo (dettagli)        | Pentti Hämäläinen   | John McNally          | Kang Joon-ho Gennadij Garbuzov       |
| Pesi piuma (dettagli)        | Ján Zachara         | Sergio Caprari        | Joseph Ventaja Leonard Leisching     |
| Pesi leggeri (dettagli)      | Aureliano Bolognesi | Aleksy Antkiewicz     | Gheorghe Fiat Erkki Pakkanen         |
| Pesi superleggeri (dettagli) | Charles Adkins      | Viktor Mednov         | Erkki Aarno Mallenius Bruno Visintin |
| Pesi welter (dettagli)       | Zygmunt Chychła     | Sergej Ščerbakov      | Victor Jörgensen Günther Heidemann   |
| Pesi superwelter (dettagli)  | László Papp         | Theunis van Schalkwyk | Boris Tišin Eladio Herrera           |
| Pesi medi (dettagli)         | Floyd Patterson     | Vasile Tiţă           | Stig Sjölin Boris Nikolov            |
| Pesi mediomassimi (dettagli) | Norvel Lee          | Antonio Pacenza       | Harry Siljander Anatoly Perov        |
| Pesi massimi (dettagli)      | Ed Sanders          | Ingemar Johansson     | Andries Nieman Ilkka Koski           |

## Medagliere
| Posizione | Paese            |    |    |    | Totale |
| --------- | ---------------- | -- | -- | -- | ------ |
| 1         | Stati Uniti      | 5  | 0  | 0  | 5      |
| 2         | Italia           | 1  | 1  | 1  | 3      |
| 3         | Polonia          | 1  | 1  | 0  | 2      |
| 4         | Finlandia        | 1  | 0  | 4  | 5      |
| 5         | Ungheria         | 1  | 0  | 0  | 1      |
| 5         | Cecoslovacchia   | 1  | 0  | 0  | 1      |
| 7         | Unione Sovietica | 0  | 2  | 4  | 6      |
| 8         | Sudafrica        | 0  | 1  | 3  | 4      |
| 9         | Argentina        | 0  | 1  | 1  | 2      |
| 9         | Germania         | 0  | 1  | 1  | 2      |
| 9         | Romania          | 0  | 1  | 1  | 2      |
| 9         | Svezia           | 0  | 1  | 1  | 2      |
| 13        | Irlanda          | 0  | 1  | 0  | 1      |
| 14        | Bulgaria         | 0  | 0  | 1  | 1      |
| 14        | Danimarca        | 0  | 0  | 1  | 1      |
| 14        | Francia          | 0  | 0  | 1  | 1      |
| 14        | Corea del Sud    | 0  | 0  | 1  | 1      |
| Totale    | Totale           | 10 | 10 | 20 | 40     |